# Cameron Corner

Lage und ursprüngliche Benennung der Ecken

Cameron Corner (Lage) ist ein Punkt im australischen Outback, an dem die Grenzen der Bundesstaaten Queensland, South Australia und New South Wales aufeinandertreffen, ein Dreiländereck in Bezug auf die Bundesstaaten Australiens.

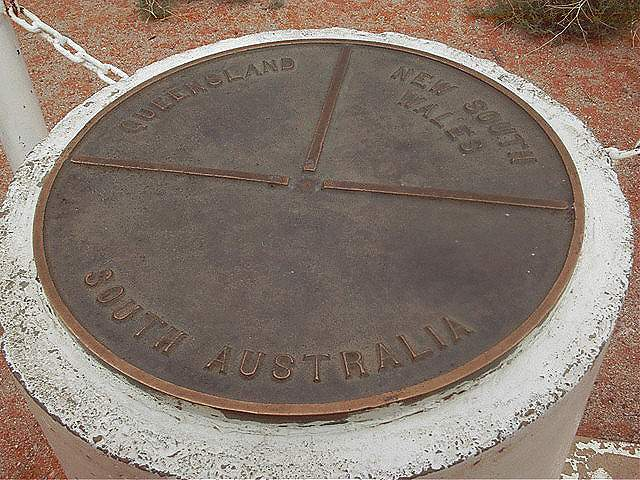
Markierung des Cameron Corner

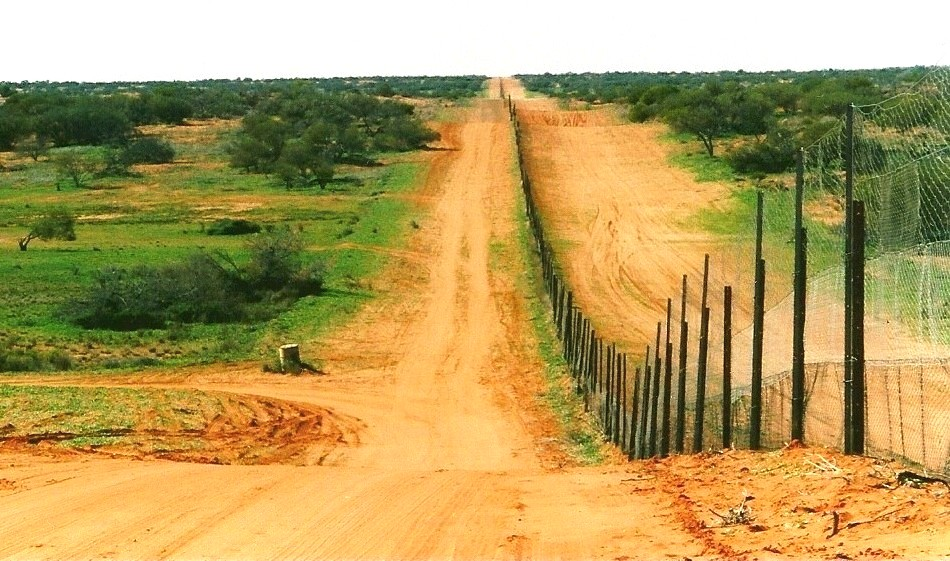
Dingozaun entlang des 29. südlichen Breitengrads. Der Sturt-Nationalpark liegt auf der rechten Seite des Zauns. Blick nach Osten von der Cameron Corner nach heftigen Regenfällen.

Der Punkt liegt etwa 1400 Kilometer westsüdwestlich von Brisbane und wurde nach dem Landvermesser John Brewer Cameron vom „New South Wales Lands Department“ benannt, der von 1880 bis 1882 mit der Markierung der Grenze zwischen New South Wales und Queensland verbrachte. Cameron stellte an dieser Stelle im September 1880 einen Pfosten auf, der das Ende dieser Grenzlinie an der Grenze von South Australia markierte. Dann stellte er von dort aus in Richtung Osten jede Meile (1,6 km) einen weiteren Pfosten entlang der Grenze zwischen New South Wales und Queensland auf.
Diese Gegend, zu der auch die Strzelecki-Wüste im Sedimentbecken des Lake Eyre gehört, wurde zuerst von Captain Charles Sturt erforscht, der 1844 auf der Suche dem vermuteten Australischen Mittelmeer im Zentrum von Australien dorthin vordrang.
Laut der Zeitung „Courier Mail“ in Brisbane ist der einzige Bewohner dieser Gegend Bill Mitchell, der den Cameron Corner Store und einen Golfplatz in der Nähe betreibt. Offenbar handelt es sich dabei um „ein Geschäft in Queensland mit einer Postleitzahl aus New South Wales und einer Telefonnummer aus South Australia“. Der bekannte Dingozaun verläuft entlang der Grenze zu New South Wales durch die Cameron Corner.
An der Cameron Corner gibt es – ebenso wie an der Poeppel Corner und der Surveyor Generals Corner – dreimal hintereinander den Jahreswechsel, weil dort drei Zeitzonen zusammenstoßen.